# Robin Hood Engineering

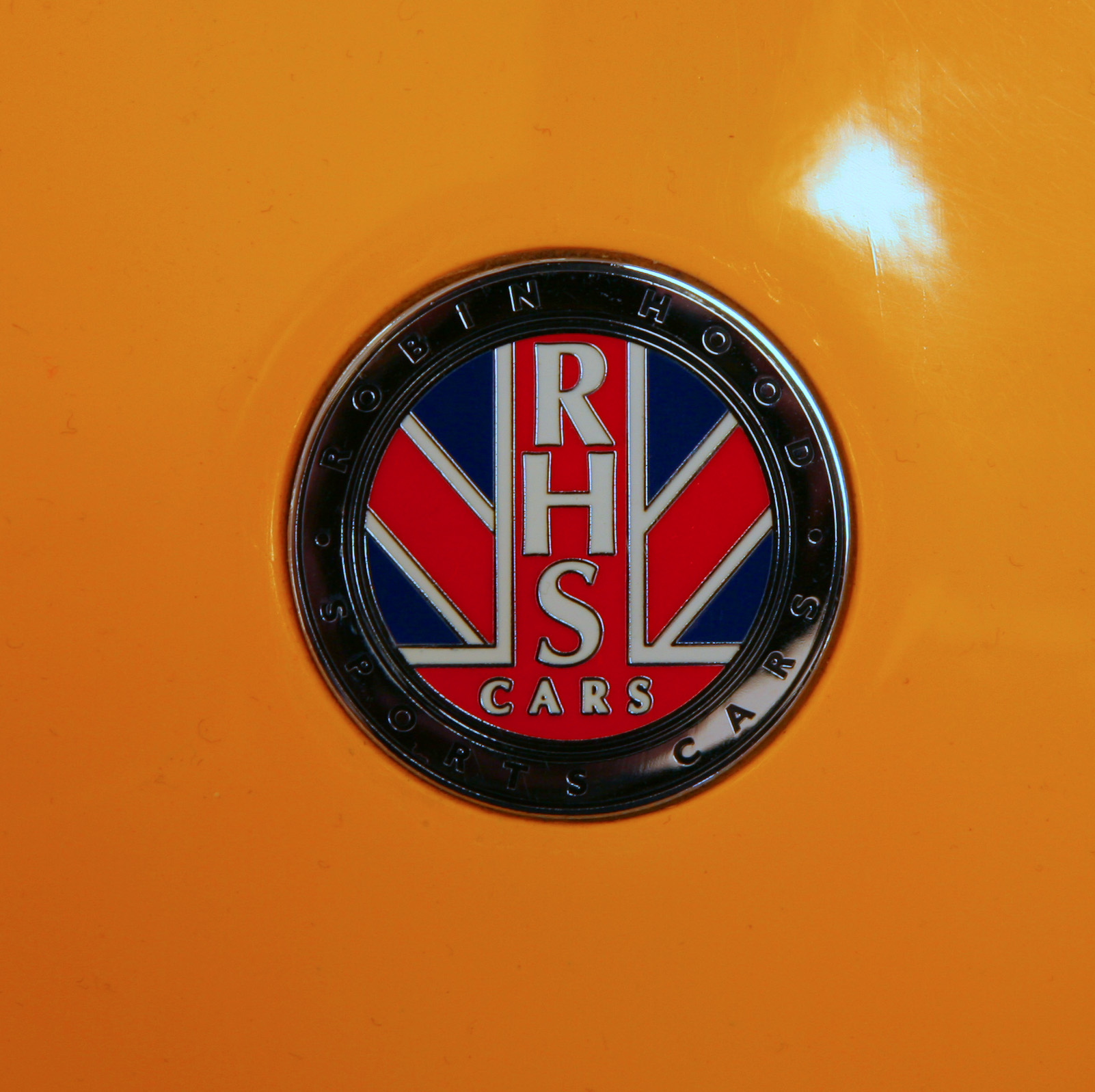
Emblem

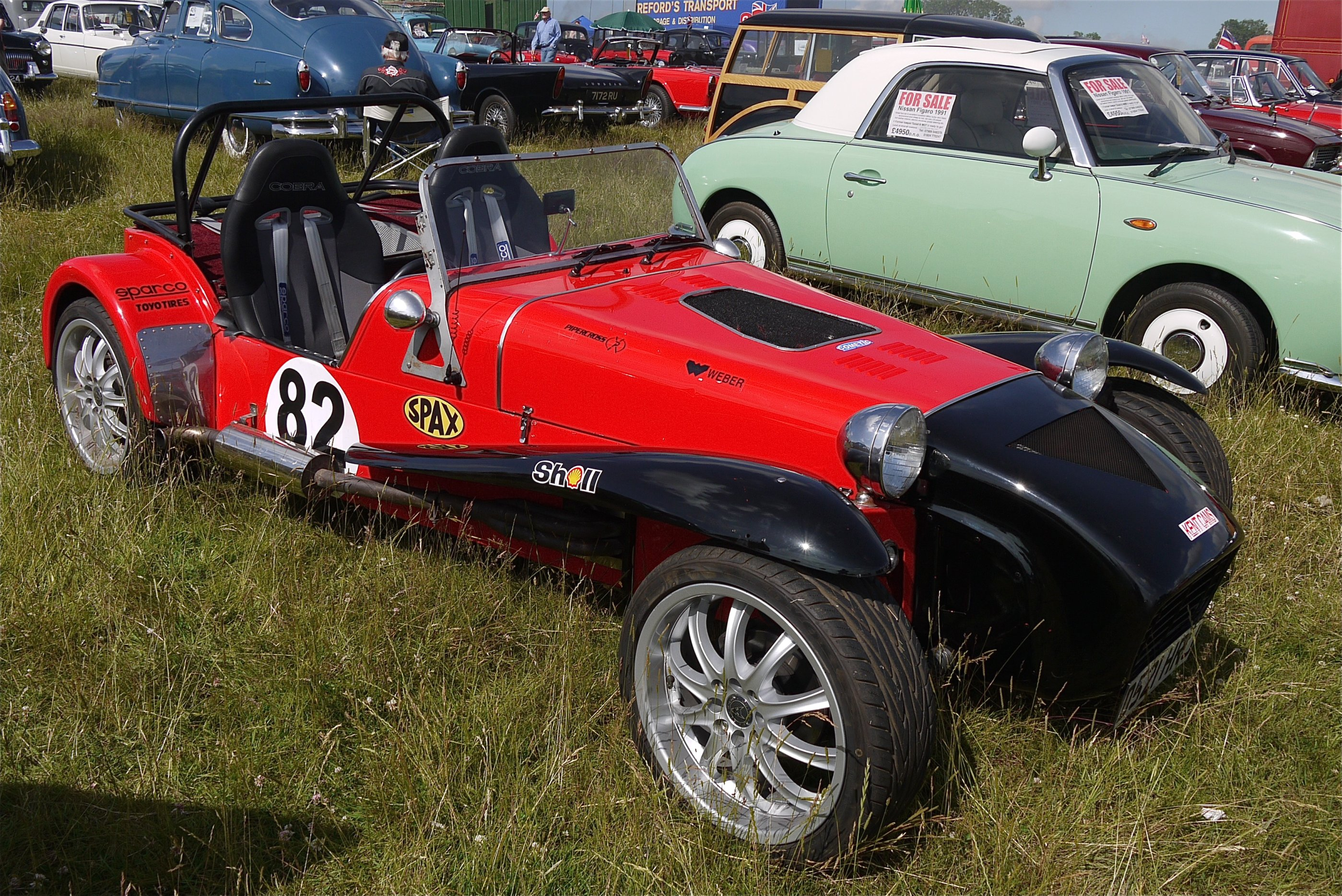
Robin Hood von 1986

Die Robin Hood Engineering Ltd. war ein britischer Hersteller von Kit-Cars, der von 1984 bis 2006 in Mansfield Woodhouse (Nottinghamshire) ansässig war. Das Fabrikgelände war 2800 m² groß.

## Unternehmensgeschichte
Die Firma wurde 1984 in Sherwood (Nottinghamshire) gegründet und stellte anfangs Replikas des Ferrari Daytona auf Basis des Rover SD1 her. 1989 wurde das Produktprogramm komplett umgekrempelt: Man stellte nun den Robin Hood S7, ein vom Lotus Seven inspiriertes Kit-Car, her.
Ebenfalls 1989 wurde ein Robin Hood auf Basis des Triumph TR7 eingeführt und für erschwingliche £ 995,-- + MwSt. angeboten. Der Wagen kam bei Automobilenthusiasten gut an und so wurden einige Kits verkauft. Der Wagen wurde kontinuierlich weiterentwickelt und es zeigte sich, dass man eine Reihe verschiedener Motoren benötigte, damit mehr Kunden sich solch ein Auto leisten konnten. Der Triumph Dolomite löste den TR7 als Spenderfahrzeug ab; die Motoren zwischen 1,1 l und 2,0 l Hubraum waren sehr beliebt.
Eine von Caterham Cars beim Obersten Gerichtshof eingereichte Unterlassungsklage brachte die Produktion fast zum Erliegen, aber die Rechtsanwälte konnten schließlich das Problem beseitigen. Robin Hood Engineering war besonders bemüht, nicht von den in diesem Zusammenhang ausgehandelten Vereinbarungen abzuweichen.
Es gab, ähnlich wie anfangs bei Caterham ein Monocoque-Fahrgestell mit dem Triumph Dolomite, dem Ford Cortina oder dem Ford Sierra als Spenderfahrzeuge. Obwohl sich die Spenderfahrzeuge und die Konstruktionen über die Jahre veränderten, blieb es dennoch Firmenpolitik, stets sehr gute Qualität zu liefern. Andere Kit-Car-Kunden durchstreiften notgedrungen die Autofriedhöfe nach Komponenten für ihre Autos, aber Robin Hood verfolgte stets das Prinzip: Ein Kit und ein Spenderfahrzeug ergeben ein straßentaugliches Auto, was ein wichtiges Verkaufsargument war.
In den Jahren 1996 und 1997 erreichten die Verkaufszahlen von Robin Hood über 500 Kits pro Jahr und so besorgte man sich ein größeres Firmengelände und neue Maschinen, um mit der Produktion nachzukommen. 1998 wurde die Einzelabnahme bei der MOT (entsprechend der deutschen Einzelabnahme beim TÜV) eingeführt, wodurch die Kunden verunsichert wurden und lieber abwarteten, was passieren würde. Das Einführungsdatum wurde von der Regierung mehrfach verschoben und so litt die gesamte Kit-Car-Industrie im Vereinigten Königreich.
Diese verkaufsschwache Periode ließ den Eigentümer von Robin Hood Engineering, der nun um die 50 Jahre alt war, kritisch auf die Aktivitäten seiner Firma schauen und er hätte sie gerne verkauft, um sich anderen Interessen zuzuwenden. Da es aber keine Interessenten gab, die Lizenz zur Fertigung des Monocoque-Fahrgestells bald auslief und die Investition in CNC-Maschinen viel Kapital verschlungen hatte, blieb nur die Möglichkeit, das Geschäft mit einem komplett neuen Modell weiterzubetreiben.
Zusammen mit einer Reihe von Fahrgestellexperten wurde ein revolutionär neues Chassis entworfen. Es bestand hauptsächlich aus 38 mm starken Rohren und war eine beeindruckende Ingenieurleistung. Es dauerte nur ca. 5 Minuten, die Rohre zu biegen, und das Zusammenstecken und Schweißen benötigte ca. 1 Stunde, ein perfektes Rezept für einen neuen Sparkit.
Das neue Fahrgestell wurde von der Belegschaft „Tubey“ genannt und der Name „Project 2B“ wurde als Verkaufsname gewählt. Zwischen 21. August 1999 und 11. Dezember 1999 wurden genau 205 Kits verkauft.
Am 25. September 2006 wurden die Reste der inzwischen in Konkurs geratenen Robin Hood Engineering Ltd. von der Great British Sports Cars Ltd. übernommen.